# Justino Urcelay
Justino Urcelay Aramendi (Azcoitia, 1905) fue un pelotari español profesional de las especialidades de mano y remonte. Hijo de Urcelay I, era conocido como Urcelay II.  
Debutó en 1922 en la modalidad de mano, si bien al cabo de cuatro años formaba parte de la nómina de remontistas del Frontón Moderno Donostiarra. Tras el paréntesis de la guerra civil española su consagración llegó con la disputa de los primeros Campeonatos de España de mano parejas. Haciendo pareja con el delantero vizcaíno Onaindia se proclamó campeón de las dos primeras ediciones disputadas en 1940-41 y 1943.

## Finales de mano parejas
| Año     | Campeones             | Subcampeones                     | Tanteo    | Frontón |
| ------- | --------------------- | -------------------------------- | --------- | ------- |
| 1940-41 | Onaindia - Urcelay II | Chiquito de Iraeta - Gallastegui | 22-18 (1) | Gros    |
| 1943    | Onaindia - Urcelay II | Ubilla I - Kortabitarte          | 22-21     |         |

(1) Se disputó como liguilla.